# Hôpital gynéco-obstétrique et pédiatrique de Douala
L’Hôpital Gynéco-Obstétrique et Pédiatrique de Douala (HGOPED) est une institution hospitalière de première catégorie, spécifiquement dédiée à la santé de la mère et de l’enfant. Cependant, il offre également une large gamme de soins dans d'autres spécialités.
Situé dans l’arrondissement de Douala 3ᵉ, cet hôpital se trouve sur l’axe principal de la pénétrante Est de la ville, à environ 2 km du carrefour Yassa et 7 km de Bonanjo. Ce complexe médical est une référence pour le système de santé camerounais, mais aussi un symbole de la coopération sino-camerounaise dans le secteur de la santé.

## Histoire
L'histoire de l'Hôpital Gynéco-Obstétrique et Pédiatrique de Douala est marquée par plusieurs étapes clés : 
2007 : Un accord de prêt est signé entre le Cameroun et la République de Chine lors d'une visite officielle du chef de l’État camerounais en Chine, en vue de financer la construction de l'hôpital.
2009 : La société China Shanxi Construction Engineering Group Corp entame les travaux de construction de l'hôpital, dans le cadre du projet financé par la coopération sino-camerounaise.
Décembre 2014 : Les premiers responsables administratifs et médicaux sont installés, marquant ainsi une avancée importante dans la préparation de l'hôpital à ouvrir ses portes.
Novembre 2015 : L’hôpital est officiellement inauguré par le Premier ministre camerounais Philémon Yang, marquant le début de son fonctionnement et de la prise en charge des patients.
Le 23 janvier 2014, l’hôpital est officiellement créé par le Décret présidentiel n°2014/023 portant création, organisation et fonctionnement de l’Hôpital Gynéco-Obstétrique et Pédiatrique de Douala, consolidant ainsi son statut d'institution publique.

## Organisation administrative et structurelle

### Administration
L’Hôpital Gynéco-Obstétrique et Pédiatrique de Douala est administré par :
Madame Epée, née Kotto Mouyema Honorée Denise, Présidente du Conseil d’Administration, nommée par Décret N°2014/462 du 28 novembre 2014. Elle est responsable de la supervision générale de la gestion administrative et financière de l'hôpital.
Monsieur Mboudou Emile Télesphore, Directeur Général, nommé par Décret N°2014/403 du 13 octobre 2014, il est responsable de la gestion opérationnelle de l’hôpital, supervisant les départements médicaux, techniques et administratifs.

### Plateau technique
L'Hôpital Gynéco-Obstétrique et Pédiatrique de Douala dispose d'un service technique qui garantit la maintenance et le bon fonctionnement des infrastructures et équipements. Ce service fonctionne 7j/7 et 24h/24, assurant la disponibilité des équipements nécessaires à la prise en charge des patients. La Direction Technique, dirigée par M. EPEE Fabrice Alban, soutient la Direction Médicale en garantissant le bon fonctionnement du plateau technique de l'hôpital. Elle est divisée en trois services principaux, chacun chargé d'assurer l’entretien, la qualité et l'efficacité des infrastructures et équipements de l'hôpital. Les services sont :
1. Service des Infrastructures et des Équipements Généraux
2. Service des Équipements Biomédicaux
3. Service de la Qualité, Hygiène et Assainissement

Ces services sont responsables de l'entretien des installations hospitalières, assurant la continuité des soins dans des conditions optimales.
Il comprend plusieurs unités spécialisées dans :
- Électricité : Maintenance des installations électriques de l’hôpital.
- Plomberie : Entretien des systèmes d'approvisionnement en eau et des installations sanitaires.
- Mécanique et menuiserie : Entretien des équipements roulants, portes, fenêtres, mobilier, etc.
- Électromécanique et électronique : Maintenance des équipements électriques comme les générateurs, onduleurs, etc.
- Prévention incendie : Gestion des équipements de sécurité incendie et entretien des dispositifs de lutte contre le feu.
- Buanderie : Traitement et entretien du linge hospitalier.
- Parc automobile : Entretien et gestion des véhicules administratifs.

### Missions principales
Les principales missions de l’Hôpital Gynéco-Obstétrique et Pédiatrique de Douala sont les suivantes :
- Offrir des soins de haute qualité à la mère et à l’enfant, dans le respect des normes internationales et avec des équipements de pointe.
- Assurer la formation dans les domaines de la santé, avec un accent particulier sur la gynécologie, l'obstétrique et la pédiatrie.
- Mener des activités de recherche dans le domaine de la santé maternelle, infantile et pédiatrique, en collaboration avec d'autres institutions et organisations internationales.
- Assurer des soins urgents pour toute personne, en raison de sa localisation stratégique, notamment pour les victimes de traumatismes.

### Activités Cliniques
L'Hôpital Gynéco-Obstétrique et Pédiatrique de Douala propose des soins dans divers domaines médicaux et chirurgicaux, avec un accent particulier sur les spécialités suivantes :
- Gynécologie : Traitement et prise en charge des pathologies liées aux organes génitaux féminins (infections, cancers, malformations, etc.).
- Obstétrique : Suivi médical et chirurgical des femmes enceintes, y compris la gestion des complications liées à la grossesse et à l’accouchement (pré-éclampsie, hémorragies, césariennes, etc.).
- Pédiatrie : Soins médicaux aux enfants, du nouveau-né à l’adolescent, incluant la prise en charge des infections, malformations congénitales, troubles de croissance, etc.
- Médecine interne : Diagnostic et traitement des pathologies médicales non chirurgicales telles que les maladies cardiaques, respiratoires, endocriniennes et digestives.
- Chirurgie : Interventions chirurgicales sur les adultes et les enfants, y compris la chirurgie générale, pédiatrique et réparatrice, en cas de traumatisme ou de pathologies diverses.
- Traumatologie : En raison de sa localisation stratégique, l'hôpital reçoit également un grand nombre de patients victimes de traumatismes.

L’hôpital est donc un centre polyvalent, offrant une gamme complète de soins à la population locale, mais aussi à d’autres patients des régions environnantes.

### Activités Paracliniques
Les services paracliniques de l’hôpital complètent les soins cliniques avec des examens et explorations permettant un diagnostic précis. Ils comprennent :
- Examens biologiques :
  - Hématologie : analyses du sang, tests de coagulation, etc.
  - Parasitologie : diagnostic des infections parasitaires, y compris le paludisme.
  - Bactériologie : analyses pour la détection d'infections bactériennes.
  - Banque de sang : gestion des dons de sang et transfusions.
  - Anatomopathologie : études des tissus pour diagnostiquer des cancers et autres pathologies.
- Radiologie et imagerie médicale :
  - Radiographies conventionnelles et numérisées.
  - Échographies pour suivre la grossesse, diagnostiquer des pathologies abdominales et cardiaques.
  - Scanner pour des examens plus détaillés en cas de pathologies complexes.
- Explorations fonctionnelles :
  - Electroencéphalogramme (EEG) pour les troubles neurologiques.
  - Electrocardiogramme (ECG) pour les troubles cardiaques.

L'Hôpital dispose de 308 lits.

Il comprend la radiologie, la chirurgie, la pharmacie, la gynécologie, la pédiatrie, l'ORL, l'ophtalmologie, l'anesthésie-réanimation, le laboratoire de biologie, le laboratoire d’électroencéphalographie, l'odonto-stomatologie.En 2019, l'hôpital compte 33 médécins spécialistes et 12 généralistes.

## Risques sanitaires
Malgré la pandémie COVID-19, l'hôpital s'organise pour l'organisation de la 33e édition de la Coupe d'Afrique des Nations de football.